# Авиапочта (Остаться в живых)
«Авиапочта» (англ. Par Avion) — двенадцатая серия третьего сезона американского телесериала «Остаться в живых». Центральный персонаж серии в третий раз за сериал — Клэр Литтлтон.

## Сюжет

### Воспоминания
Клэр попала в автокатастрофу. Она за рулём легкового автомобиля. У неё мелкие травмы. Она оглядывается и понимает, что её мать, которая ехала с ней, вылетела через лобовое стекло и получила тяжёлые травмы. Она выбегает из машины и кричит. Позже за ней ухаживает врач в больнице. Клэр допрашивает полицейский. Он говорит, что её мать умерла, но Клэр кричит, что она жива и её оперируют. Позже она и сестра её матери разговаривают с врачом, который оперировал мать Клэр после автокатастрофы. Тот говорит, что она не умерла, но она впала в кому и неизвестно, когда очнётся. Мы видим, что у Клэр с тётей плохие отношения. Позже они узнают, что кто-то оплачивает счета за лечение и содержание матери Клэр. Клэр регулярно навещает свою мать, но она никак не очнётся. Однажды в больнице она встречается с Кристианом Шепардом — отцом Джека. Тот говорит, что он отец Клэр и это он оплачивал медицинские счета. Позже Шепард разговаривает с Клэр в кафе. Он говорит, что, когда та была маленькой, он часто приезжал к ней в Австралию и дарил подарки, но потом перестал. Он говорит Клэр, что у её матери мало шансов очнуться, и предлагает отключить её от аппаратов. Но Клэр категорически не согласна. Кристиан говорит, что ему надо уезжать из Австралии. Позже уже беременная Клэр прощается со своей матерью, которая всё ещё в коме, в больнице. Клэр готовится уехать в США для того, чтобы отдать ребёнка.

### Остров
У Клэр появляется идея: поймать птиц и прицепить к кольцам на их лапах послание к спасателям, ведь всех птиц кольцуют и каждый год проверяют. Она просит Чарли помочь в поимке птиц. Тот сначала соглашается, но потом Десмонд намекает ему, что если он будет ловить птиц, то погибнет. Чарли отказывается ловить птиц, чем сердит Клэр. Саид, Кейт, Локк и Руссо идут с Бакуниным в сторону лагеря других. По пути они пытаются разговорить пленника, но не получается. Он лишь говорит, что их нету в списке некого Джейкоба. О списке Джейкоба ранее вскользь упоминал Дэнни Пикетт, говоря, что в нём не было Джека. Бакунин говорит, что их нету из-за их недостатков. Далее он показывает, что знает полные имена Локка, Кейт и Саида, и что знает, что Локк был парализован. Неожиданно они выходят к странным столбам, которые идут по поляне. Они понимают, что эти столбы окружают лагерь других со всех сторон и что это что-то вроде ультразвукового защитного забора. Бакунин уверяет, что защитная система давно не работает, "как и всё на этом острове". Тогда Локк толкает его в зону действия забора. Бакунин проходит сквозь периметр, оборачивается и как-то странно говорит "Спасибо". Вдруг у него изо рта начинает идти кровь и пена, он падает на землю без сознания. Саид говорит, что у него излияние в мозг и что он умер. Он упрекает Локка. Позже он находит у Локка в п
рюкзаке взрывчатку С-4 со станции Пламя, хотя Локк утверждал ранее, что о взрывчатке ничего не знал, иначе бы не вводил "7-7". Джин почти поймал птиц для Клэр, но их распугал охотившийся Десмонд своими выстрелами якобы в кабана. Позже он ловит для Клэр птицу. Клэр спрашивает его, что между ним и Чарли, и Десмонд рассказывает о своих видениях и о том, что Чарли рано или поздно умрёт. Он говорит, что, охотясь на птицу, Чарли упал бы со скалы в океан и  сломал шею. Клэр и Чарли пишут записку о помощи, вкладывают в кольцо птицы и отпускают её. Кейт, Локк, Саид и Руссо перебираются через столб при помощи сваленных деревьев. Они доходят до лагеря других и наблюдают за ним. Мы его уже видели в первой серии третьего сезона: там много одноэтажных хорошо оборудованных домов и сады. Они видят гуляющих других. И ещё они видят Джека, который беспечно играет с Томом в мяч.

## Отзывы
Серию посмотрело 12 с половиной миллионов американских телезрителей.

## Награды и номинации
Эмили Де Рэвин выбрала эту серию для выдвижения себя в номинации на премию «Эмми» в категории «Лучшая женская роль второго плана в драматическом телесериале».